# Staré Sedliště
Staré Sedliště (německy Alt Zedlisch) je obec v okrese Tachov v Plzeňském kraji. Žije zde přibližně 1 400 obyvatel.

## Historie
První písemná zmínka o vesnici pochází z roku 1177, kdy nějaká luka ležela v místě, které bylo zváno Sedliště. Protože nedaleko sebe zde leží dvě vsi jménem Sedliště, rozlišení přívlastkem Staré a Nové, není zcela jisté, se kterým místem lze tuto zprávu spojit.

## Obyvatelstvo
| Rok            | 1869  | 1880  | 1890  | 1900  | 1910  | 1921  | 1930  | 1950  | 1961  | 1970  | 1980 | 1991 | 2001 | 2011  | 2021  |
| -------------- | ----- | ----- | ----- | ----- | ----- | ----- | ----- | ----- | ----- | ----- | ---- | ---- | ---- | ----- | ----- |
| Počet obyvatel | 3 810 | 3 992 | 3 868 | 3 884 | 3 891 | 3 605 | 3 335 | 1 101 | 1 106 | 1 023 | 924  | 971  | 974  | 1 142 | 1 190 |
| Počet domů     | 594   | 626   | 671   | 715   | 699   | 703   | 770   | 489   | 268   | 249   | 226  | 247  | 259  | 282   | 322   |

## Obecní správa

### Části obce
- Staré Sedliště (také název k. ú.)
- Labuť (také název k. ú., včetně k. ú. Bohuslav)
- Mchov (také název k. ú.)
- Nové Sedliště (také název k. ú.)
- Úšava (také název k. ú.)

Od 1. ledna 1980 do 23. listopadu 1990 k obci patřily i Hlinné, Jemnice, Kumpolec, Lhotka a Trnová a od 1. července 1980 do 23. listopadu 1990 také Částkov, Maršovy Chody a Pernolec.

### Obecní symboly
Vlajka byla obci udělena rozhodnutím předsedy Poslanecké sněmovny Parlamentu České republiky dne 14. března 2002.

## Pamětihodnosti
- Kostel svatého Prokopa a Oldřicha poprvé připomínaný roku 1384, barokně přestavěn na počátku 18. století
- Socha svatého Jana Nepomuckého z počátku 18. století
- Zámek Staré Sedliště zbořený roku 1970
- Fara
- Přírodní rezervace Tisovské rybníky
- Přírodní rezervace Mělký rybník